# つるぎ町立応能小学校
つるぎ町立応能小学校（つるぎちょうりつ おうのうしょうがっこう）は、徳島県美馬郡つるぎ町一宇字伊良原にあった公立小学校。
児童数の減少などの理由で1989年3月31日をもって休校し、同年4月1日に一宇村立古見小学校に統合された。

## 概要
- 貞光川を上流へ15Km。校舎は自然に囲まれた右岸の斜面にある。校舎への道は、国道438号線から貞光川を渡ってすぐの長い坂がある。登り始めてすぐクスノキがある[1]。
- 鉄筋コンクリート校舎の奥に朽ち果てた木造の講堂がある。

## 旧校舎
- 木造2階建て。一宇中学校応能分校が併設されていた[1]。

## 新校舎
- 鉄筋コンクリート3階建て[1]。

## 基礎データ
全校生徒数
- 3人（1988年度（昭和63年度）当時）[1]

全卒業生数　
- ○人

## 沿革
- 1874年（明治7年）4月1日 - 創立。
- 1889年（明治22年）10月1日 - 町村制施行に伴い、一宇口山村・一宇奥山村が合併し、一宇村が成立。
- 1947年（昭和22年）4月1日 - 学制改革により、一宇村応能小学校と改称。
- 1962年（昭和37年）7月 - 給食開始。
- 1974年（昭和49年）5月 - 完全給食開始。
- 1989年（平成元年）
  - 3月31日 - 休校[1]。
  - 4月1日 - 一宇村立古見小学校に統合。
- 2005年（平成17年）3月1日 - 町村合併により、つるぎ町立応能小学校と改称。

## 校歌
- 「みどりの野山 白い水・・・。」
- 作詞：応能校同人
- 監修：中山嘉洸
- 作曲：西岡武

## 交通

### 最寄駅
- JR徳島線貞光駅

### 最寄バス停
- つるぎ町コミバス○○バス停

## 統合先小学校
- つるぎ町立古見小学校
- つるぎ町立貞光小学校

## 進学先中学校
- つるぎ町立一宇中学校（2010年3月31日休校。）
- つるぎ町立貞光中学校（2010年4月1日から。）